# Oktavfilter
Ein Oktavfilter ist eine bestimmte Form eines Filters, dessen Grenzfrequenzen im konstanten Verhältnis von 2:1 stehen; siehe auch Durchlassbereich. 
Bezeichnet man die untere Grenzfrequenz des Filters mit f1, so gilt für die obere Grenzfrequenz f2:
{\displaystyle f_{2}=f_{1}\cdot 2\,}
und für die Filtermittenfrequenz:
{\displaystyle f_{0}={\sqrt {f_{1}\cdot f_{2}}}\approx 1{,}4142\cdot f_{1}\,}
Oktavfilter für elektroakustische Messungen sind nach DIN EN 61260-1 genormt, wobei z. B. Grenzfrequenzen f1 und f2, Mittenfrequenze f0 Bandbreite B bzw. Gütefaktor Q, und nicht die Flankensteilheiten in dB pro Oktave oder dB pro Dekade festgelegt sind. Die meisten elektroakustischen Messungen werden mit Filtern und Normfrequenzen nach DIN EN ISO 266:1997-08 ausgeführt, bei denen die Frequenz f = 1000 Hz als Mittenfrequenz vorkommt.
Für sequentielle Oktavsiebanalysen werden Filter angeboten, bei denen umschaltbare elektrische Komponenten jeweils neue Durchlassbereiche bilden. Die elektrischen Einschwingvorgänge beim Schalten können die Ausführung der Analyse stärker als bei Oktavfiltern verzögern, denn mehr Schaltvorgänge ergeben längere Einschwingzeiten. Aus diesem Grunde sind Parallelfilterbänke mit 1/3 Oktavfiltern bzw. mit Terzfiltern ausgeführt worden. Wie bei den Oktavfiltern kann ein einzelnes digitales Terzfilter im Zeitmultiplexbetrieb eine solche Bank ohne Nachteil ersetzen.